# Pseudobarbella laxifolia
Pseudobarbella laxifolia är en bladmossart som beskrevs av Noguchi 1948. Pseudobarbella laxifolia ingår i släktet Pseudobarbella och familjen Meteoriaceae. Inga underarter finns listade i Catalogue of Life.